# 27. Jahrhundert v. Chr.
Portal Geschichte | Portal Biografien | Aktuelle Ereignisse | Jahreskalender | Tagesartikel

◄ |
4. Jt. v. Chr. |
3. Jahrtausend v. Chr. | 2. Jt. v. Chr.  ►

◄ |
29. Jh. v. Chr. |
28. Jh. v. Chr. |
27. Jahrhundert v. Chr. |
26. Jh. v. Chr. |
25. Jh. v. Chr. |
►
Das 27. Jahrhundert v. Chr. begann am 1. Januar 2700 v. Chr. und endete am 31. Dezember 2601 v. Chr. Die entspricht dem Zeitraum 4650 bis 4551 vor heute oder dem Intervall 4091 bis 4069 Radiokohlenstoffjahre.

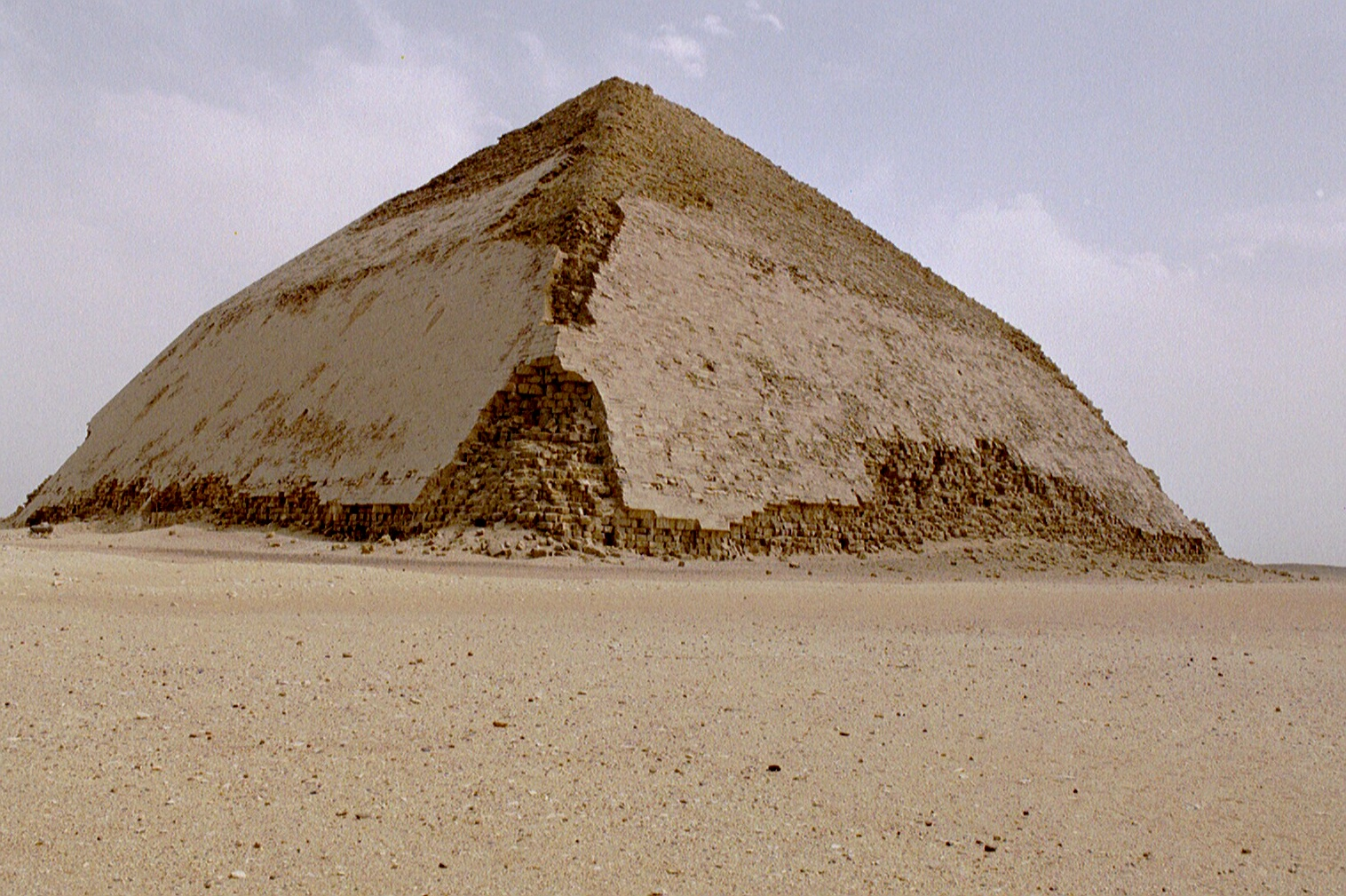
Die Knickpyramide des Snofru

## Zeitrechnung
- 2697 v. Chr. oder 2637 v. Chr.: Angebliches Einführungsdatum des chinesischen Kalenders durch Huangdi.

## Zeitalter/Epoche
- Subboreal (3710 bis 450 v. Chr.).
- Nordisches Mittelneolithikum in Nordeuropa (3300 bis 2350 v. Chr.).
- Endneolithikum (2800 bis 2200 v. Chr.) in Mitteleuropa.

## Ereignisse/Entwicklungen

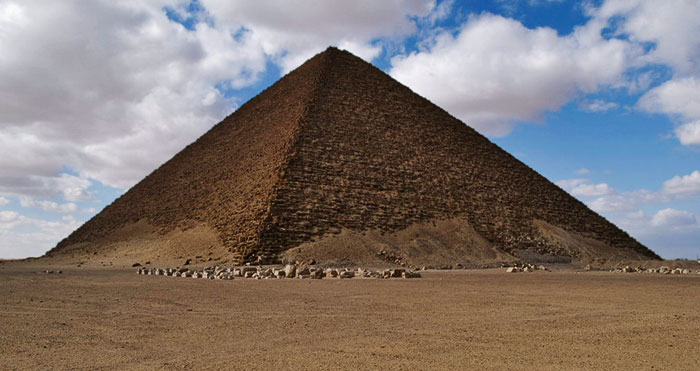
Rote Pyramide des Snofru

- Um 2700 v. Chr.: Uruk – die älteste Großstadt der Welt am Euphrat hat bis zu 100.000 Einwohner. Schriftquellen zufolge lässt König Gilgamesch die neun Kilometer lange Stadtmauer hochziehen, fortifiziert mit 900 Wehrtürmen.
- 2697 v. Chr.: Angeblicher Regierungsbeginn des Gelben Kaisers Huangdi in China.
- Ab 2670 v. Chr.:
  - Unter Snofru Einfuhr von Zedernholz aus Byblos für den Schiffbau.
  - Snofru entsendet Kriegszüge nach Nubien und Libyen.
  - Unter Snofru und Cheops Abbau von Kupfer und Türkis im Sinai.
- Ab 2650 v. Chr.:
  - Das sumerische Ur gewinnt an Bedeutung.
- Um 2640 v. Chr.:
  - Gründung von Muldbjerg auf Seeland in Dänemark, dem ältesten Ackerbau betreibenden Gemeinwesen (Wohnplatz) Skandinaviens.
- 2620 bis 2600 v. Chr.:
  - Unter dem Pharao Djoser setzt der Wesir Imhotep beim Bau der Grabanlage für den Pharao statt Ziegeln Kalkstein ein und nutzt konsequent die Möglichkeiten des neuen Materials.[1]
- 2627 v. Chr.:
  - Caral in Peru nimmt die Ausmaße einer Stadt an.
- Ab 2613 v. Chr.:
  - Baubeginn an der Großen Sphinx von Gizeh unter Cheops.
- Um 2600 v. Chr.:
  - Huangdi besiegt in einer mythischen Schlacht Chi Yu und gewinnt damit die Kontrolle über das Tal des Gelben Flusses.

## Erfindungen und Entdeckungen
- Beginn der Hochzeit des Pyramidenbaues in Ägypten unter Snofru. Die Rote Pyramide ist die erste echte Pyramide.
- um 2700 v. Chr.:
  - Die Sumerer entwickeln aus der Proto-Keilschrift die typische Keilschrift[2].
  - In Mittelamerika wird Mais domestiziert und angebaut.
- 2634 v. Chr.:
  - Huangdi erfindet angeblich einen Kompasswagen.
- Um 2640 v. Chr.:
  - Die Seidenherstellung in China unterliegt strenger Geheimhaltung.

## Persönlichkeiten

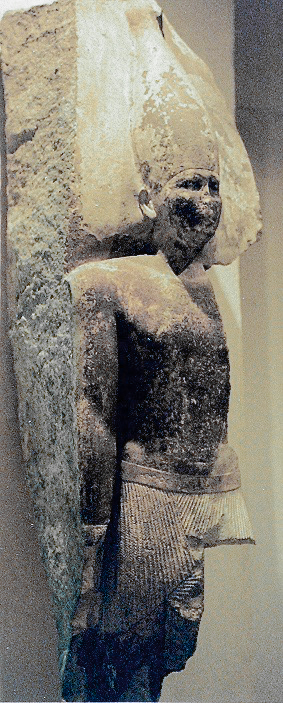
Statue des Snofru

Hinweis: Die Regierungsjahre lassen sich in diesem Jahrhundert noch nicht genau bestimmen. Von daher handelt es sich um ungefähre Schätzungen.

### Pharaonen von Ägypten
3. Dynastie:
- Djoserteti (2700–2695 v. Chr.)
- Hudjefa II. (2695–2690 v. Chr.)
- Mesochris (um 2690 v. Chr.)
- Huni (2690–2670 v. Chr.)
- Sanacht (2690–2670 v. Chr.)
- Chaba (um 2670 v. Chr.)
- Qahedjet (um 2670 v. Chr.)

4. Dynastie:
- Snofru (2670–2650 v. Chr./Begründer der 4. Dynastie)
- Cheops (2650–2580 v. Chr.)

### Könige von Kiš
- Enmebaragesi (2615–2585 v. Chr.), 22. König von Kiš, der erstmals historisch belegt ist
- Agga, 23. König von Kiš (2601 bis 2581 v. Chr.)

### Könige von Uruk
- Gilgamesch (um 2700 v. Chr.), 5. Mythischer Herrscher von Uruk, etabliert die Vorherrschaft von Uruk in Kiš.
- Urlugal I.
- Utul-kalama
- Labascher

### Sonstige
- Imhotep

## Archäologische Kulturen

### Kulturen in Nordafrika
- Tenerium (5200 bis 2500 v. Chr.) in der Ténéré-Wüste mit Fundstätte Gobero
- In Nubien besteht ab 3200 v. Chr. eine organisierte Gesellschaft, die jedoch bis 2600 v. Chr. ein Vasall Oberägyptens bleibt
- Ägypten:
  - Altes Reich:
    - 3. Dynastie (2740 bis 2670 v. Chr.)
    - 4. Dynastie (2670 bis 2500 v. Chr.)

### Kulturen in Mesopotamien und im Nahen Osten
- Frühdynastische Zeit in Mesopotamien (Sumer):
  - Frühdynastisch II (2750 bis 2600 v. Chr.)
    - Kiš: 1. Dynastie
    - Uruk: 1. Dynastie

- Iran:

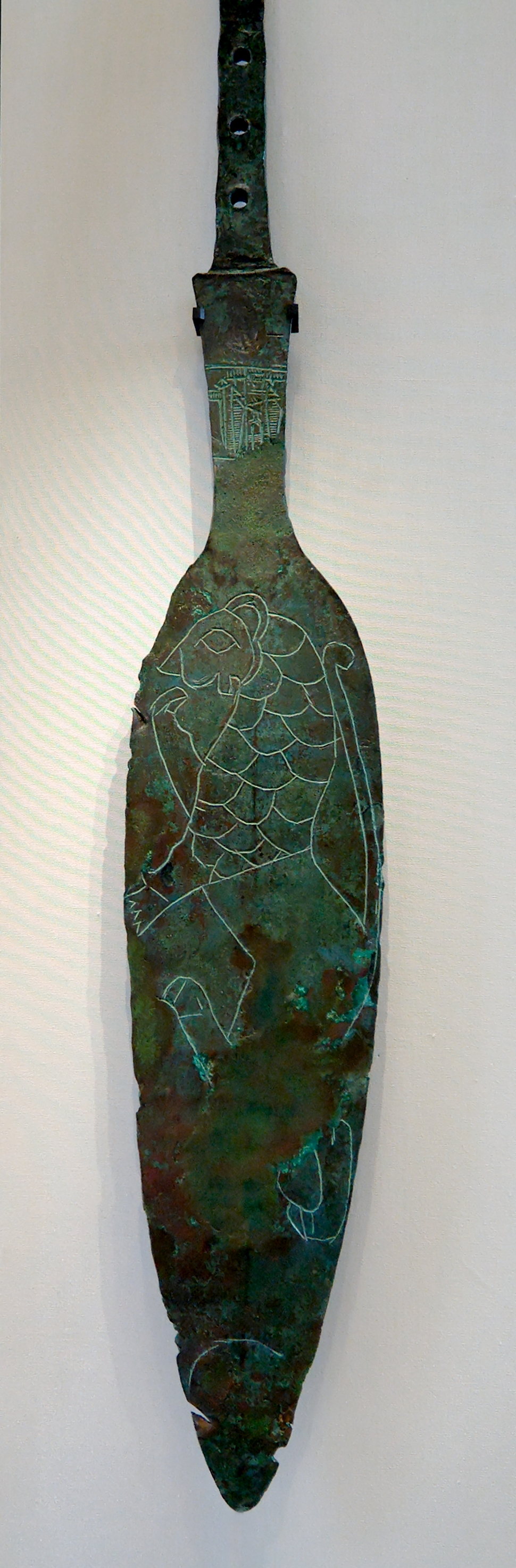
Kupferspeer aus Kiš, 2600 v. Chr.

  - Dschiroft-Kultur (4000 bis 1000 v. Chr.)
  - Schahr-e Suchte II (2800 bis 2500 v. Chr.)
  - Elam: Altelamische Zeit (2700 bis 1600 v. Chr.)
  - Susa III (3000/2900 bis 2600 v. Chr.)
  - Tepe Yahya IV B (3000 bis 2500 v. Chr.), protoelamisch
- Syrien:
  - Tell Brak (6000 bis 1360 v. Chr.)
  - Tell Chuera (5000 bis 1200 v. Chr.)
  - Tell Hamoukar (4500 bis 2000 v. Chr.)
  - Erstes Königreich in Ebla (Phase Mardikh IIa – 3000 bis 2400 v. Chr.).
- Türkei:
  - Troja I – (3000 bis 2600 v. Chr.)
- Bahrain:
  - Dilmun-Kultur (3000 bis 600 v. Chr.)

### Kulturen in Ostasien
- China:
  - Yangshao-Kultur (5000 bis 2000 v. Chr.), Zentral- und Nordchina
  - Die Dawenkou-Kultur (4100 bis 2600 v. Chr.) am Gelben Meer verschwindet am Ende des Jahrhunderts
  - Yingpu-Kultur (3500 bis 2000 v. Chr.) in Taiwan
  - Liangzhu-Kultur (3400/3300 bis 2200 v. Chr.) in Südostchina
  - Longshan-Kultur (3200 bis 1850 v. Chr.) am mittleren und unteren Gelben Fluss
  - Karuo-Kultur (3200 bis 2000 v. Chr.) in China und Tibet
  - Shanbei-Kultur (3050 bis 2550 v. Chr.) in Jiangxi
  - Majiayao-Kultur (3000 bis 2000 v. Chr.) am oberen Gelben Fluss
  - Xiaoheyan-Kultur (3000 bis 2000 v. Chr.) in der Inneren Mongolei
  - Tanshishan-Kultur (3000 bis 2000 v. Chr.) in Fujian
- Korea:
  - Mittlere Jeulmon-Zeit (3500 bis 2000 v. Chr.)
- Japan:
  - Mittlere Jōmon-Zeit – Jōmon IV (3000 bis 2000 v. Chr.)
- Vietnam:
  - Đa-Bút-Kultur (4000 bis 1700 v. Chr.)
  - Hồng-Bàng-Dynastie (2879 bis 258 v. Chr.)

### Kulturen in Südasien
- Industal:
  - Indus-Kultur: Kot-Diji-Phase von Harappa II (2800 bis 2600 v. Chr.)
- Belutschistan:
  - Mehrgarh: Periode VII (ab 2600 bis 2200 v. Chr.), die Stadt wird weitgehend verlassen
  - Nal-Kultur (3800 bis 2200 v. Chr.)

### Kulturen in Nordasien
- Afanassjewo-Kultur (3500 bis 2500 v. Chr.) in Südsibirien (Altai-Region)
- Glaskowo-Kultur (3200 bis 2400 v. Chr.)

### Kulturen in Europa
- Nordeuropa:
  - Bootaxtkultur (4200 bis 2000 v. Chr.) in Skandinavien und Baltikum
- Nordosteuropa:
  - Grübchenkeramische Kultur (4200 bis 2000 v. Chr. – Radiokarbonmethode: 5600 bis 2300 v. Chr.) in Norwegen, Schweden, Baltikum, Russland und Ukraine
  - Rzucewo-Kultur (5300 bis 1750 v. Chr.) im Baltikum und Polen
  - Narva-Kultur (5300 bis 1750 v. Chr.) in Estland, Lettland und Litauen
- Osteuropa:
  - Jamnaja-Kultur (3600 bis 2300 v. Chr.) in Russland und in der Ukraine
  - Fatjanowo-Kultur (3200 bis 2300 v. Chr. nach Anthony) in Russland[3]
  - Kura-Araxes-Kultur (3500/3000 bis 2000/1900 v. Chr.) im Kaukasus
  - Esero-Kultur (3300 bis 2700/2500 v. Chr.) im östlichen Balkan

- Südosteuropa:
  - Griechenland:

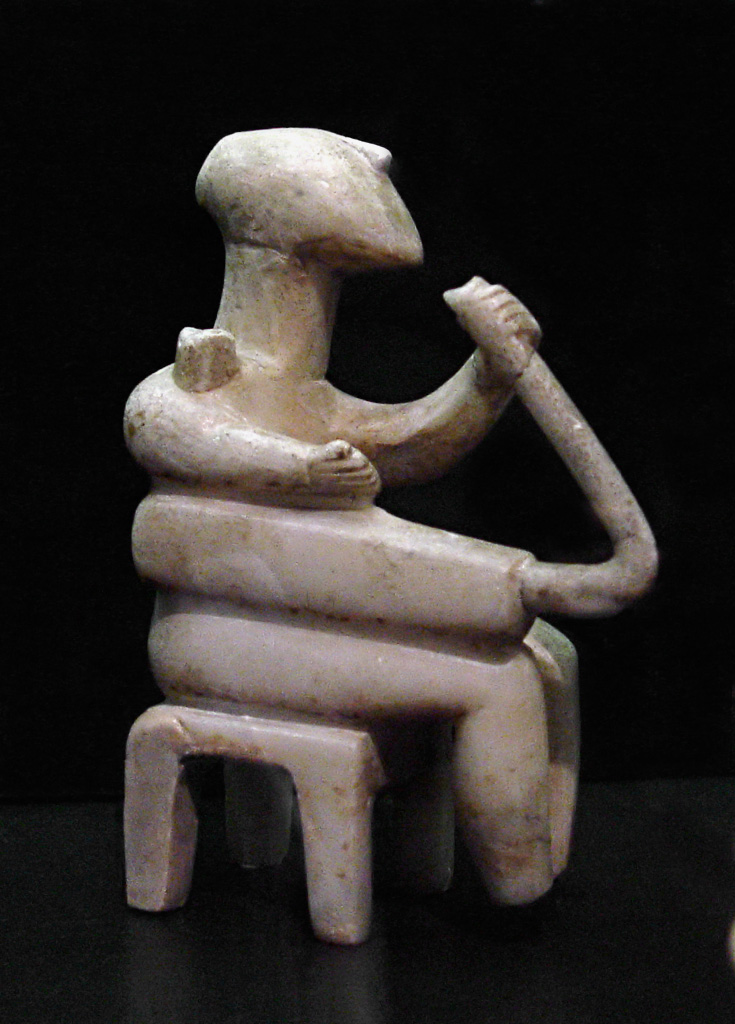
Harfenspieler-Idol aus Thera, 2700 bis 2500 v. Chr.

    - Griechisches Festland, Frühhelladische Phase FH II (2700 bis 2200 v. Chr.)
    - Kykladenkultur (3200 bis 1100 v. Chr.), Frühkykladische Phase FK II (2700 bis 2200 v. Chr.) mit Grotta-Pelos-Kultur (3000 bis 2650 v. Chr.)

  - Kreta – frühminoische Vorpalastzeit FM II (2700 bis 2200 v. Chr.)
- Mitteleuropa:
  - Remedello-Kultur (3400 bis 2400 v. Chr.) in Norditalien
  - Vlaardingen-Kultur (3350 bis 1950 v. Chr.) in den Niederlanden
  - Gaudo-Kultur (3150 bis 2300 v. Chr.) in Süditalien
  - Schönfelder Kultur (2900 bis 2100 v. Chr.) in Deutschland und Tschechien
  - Einzelgrabkultur (2800 bis 2300 v. Chr.) in Norddeutschland, Polen, Baltikum und Südskandinavien
  - Schnurkeramik (2800 bis 2200 v. Chr.) in Mitteleuropa, Baltikum und Russland
- Westeuropa:
  - Kultur der Grooved Ware in Großbritannien und Irland (3400 bis 2000 v. Chr.)
    - Skara Brae auf den Orkney-Inseln (um 3180 v. Chr. bis 2500 v. Chr.)

  - Peterborough Ware (3400 bis 2500 v. Chr.) in Großbritannien
  - Chassey-Lagozza-Cortaillod-Kultur (4600 bis 2400 v. Chr.) in Frankreich, Schweiz und Italien
  - Seine-Oise-Marne-Kultur (3100 bis 2000 v. Chr.) in Nordfrankreich und Belgien
  - Peu-Richard-Kultur im zentralen Westfrankreich (2850 bis 2150 v. Chr.) – Antike Stufe Peu-Richard I (bis 2650 v. Chr.) und Rezente Stufe Peu-Richard II
  - Almeríakultur (3250 bis 2550 v. Chr.) in Südostspanien – Almeria I
  - Megalithkulturen:
    - Frankreich (4700 bis 2000 v. Chr.)
    - Iberische Halbinsel (4000 bis 2000 v. Chr.): Spanien und Portugal
      - Los Millares (3200 bis 1800 v. Chr.)
      - Vila Nova de São Pedro (2700 bis 1300 v. Chr.)

    - Malta: Tarxien-Phase (3300/3000 bis 2500 v. Chr.) – Tempel von Tarxien, Ħaġar Qim

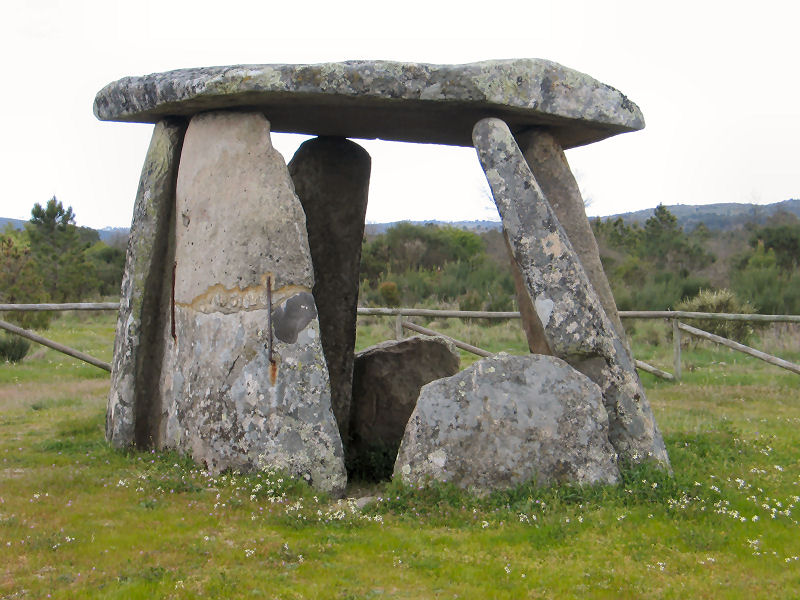
Dolmen von Matança in Portugal

### Kulturen in Amerika
- Nord- und Zentralamerika:
  - Archaische Periode. Errichtung von Mounds in den östlichen Waldgebieten ab 4000 v. Chr.
- Südamerika:
  - Chinchorro-Kultur (7020 bis 1500 v. Chr.) in Nordchile und Südperu
  - Valdivia-Kultur (3950 bis 1750 v. Chr.) in Ecuador
  - Norte-Chico-Kultur (3500 bis 1800 v. Chr.) in Peru, mit Caral (ab 3000 v. Chr.), Präkeramikum IV – VI
  - San-Agustín-Kultur (3300 v. Chr. bis 1550 n. Chr.) in Kolumbien